# Crepidacantha teres
Crepidacantha teres is een mosdiertjessoort uit de familie van de Crepidacanthidae. De wetenschappelijke naam van de soort is voor het eerst geldig gepubliceerd in 1880 door Hincks.